# Płonna (województwo podkarpackie)

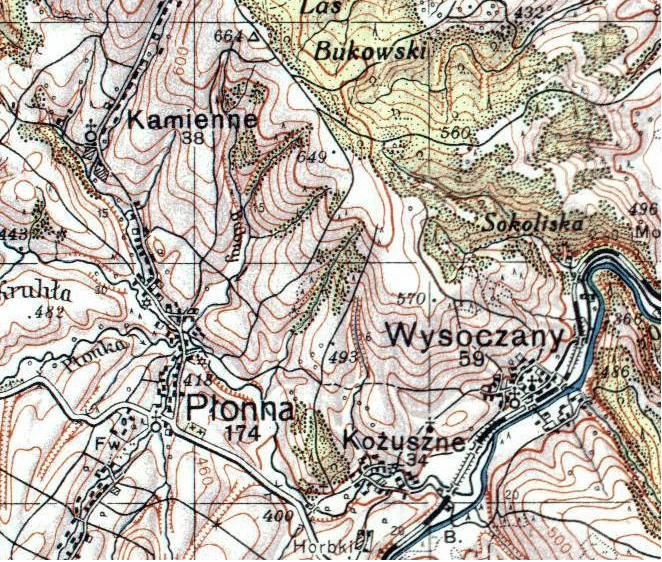
rok 1933

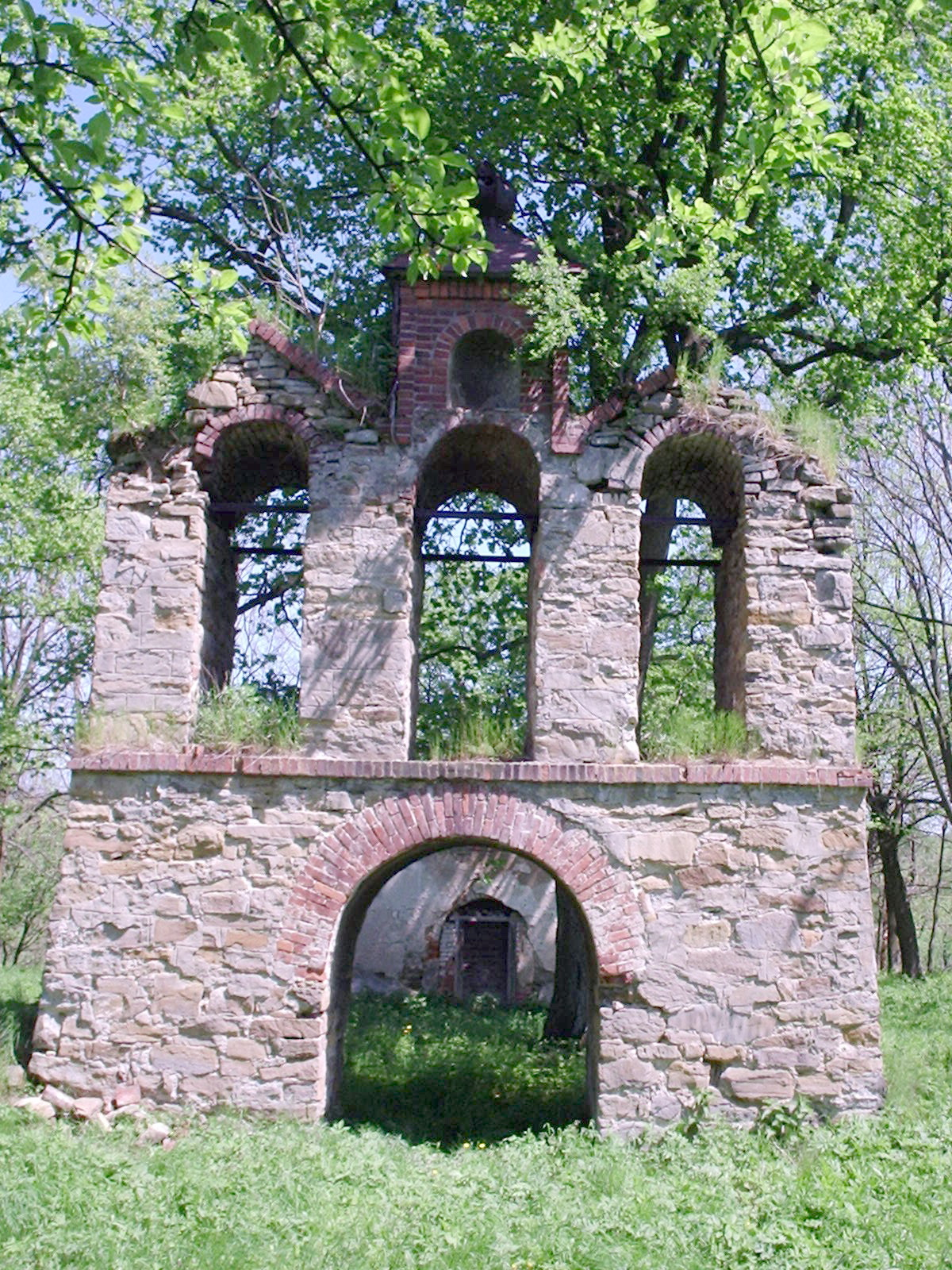
dzwonnica parawanowa

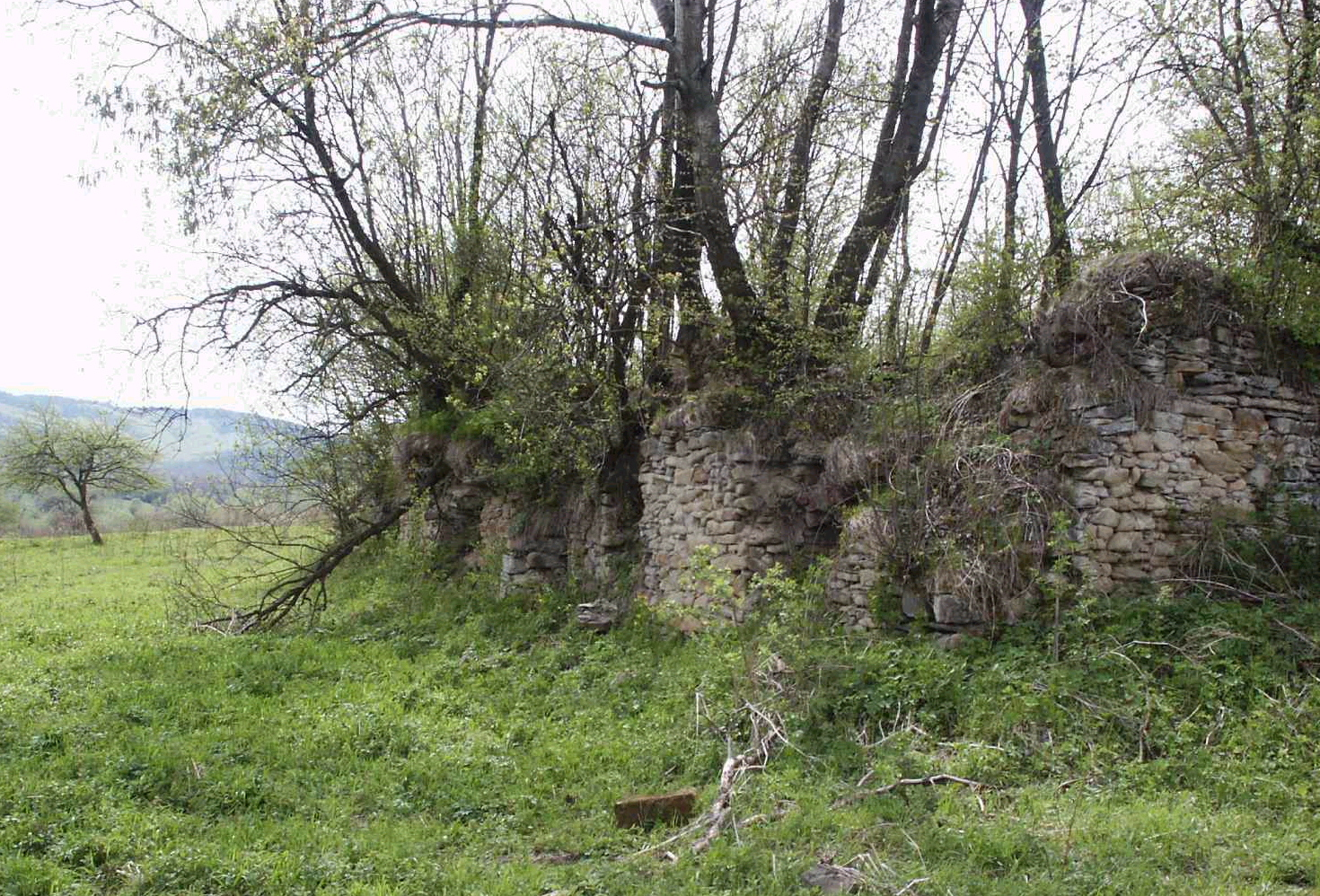
ruiny dworu obronnego w Płonnej

Płonna (j. łemkowski Полонна) – osada w gminie Bukowsko, powiecie sanockim, województwie podkarpackim. Leży w dolnej części stoku opadającego od masywu Rzepedki łagodnie ku północy, do doliny potoku Płonka. Położona jest przy drodze wojewódzkiej nr 889.

## Historia
Płonna od 1340 do 1772 r. znajdowała się na terenie województwa ruskiego, na ziemi sanockiej. W okresie zaborów (od 1772 do 1852 r.) osada należała do cyrkułu leskiego, następnie sanockiego. W 1867 r. utworzono powiat sanocki, na terenie którego znajdowała się miejscowość. Była wówczas częścią gminy Bukowsko w prowincji Galicja.
Płonna była lokowana na stoku Bukowicy najpierw na prawie niemieckim w roku 1439, a następnie prawie wołoskim. Od 1488 r. posiadała już drewnianą cerkiew, a od 1539 także własność Mikołaja Herburta Odnowskiego. W XVI wieku przejęła dobra Tarnawskich, w XVII wieku Stanisławskich, a następnie Cieszanowskich.
Jak pisze Władysław Łoziński w książce „Prawem i lewem”:

Wielką trwogę rzucił w roku 1604 na ziemię sanocką niesłychanie zuchwały napad opryszków podgórskich, tzw. beskidników na Płonnę, majętność kasztelana sanockiego Baltazara Stanisławskiego, którego dwór do szczętu splądrowano. Głośny ten swego czasu wypadek spowodował osobny uniwersał królewski, wzywający starostę i szlachtę całej ziemi przemyskiej do zbrojnej wyprawy przeciw złoczyńcom.

Popularny w okolicy przekaz mówi, że dwadzieścia lat później Płonną dotknął tragiczny w skutkach najazd tatarski. W jego trakcie większość mieszkańców wsi wraz z popem miała ponieść męczeńską śmierć w podpalonej przez Tatarów drewnianej cerkwi.
Od końca XVIII wieku do 1913 r. właścicielami Płonnej byli Truskolascy. W połowie XIX wieku właścicielem posiadłości tabularnej w Płonnej był Stanisław Truskolaski. Na przełomie lat 60./70. właścicielem dóbr tabularnych Płonna był Leonard Truskolaski. Na przełomie XIX/XX wieku właścicielką tabularną dóbr we wsi była Rozalia Truskolaska. W 1905 Helena i Włodzimierz Truskolascy posiadali we wsi obszar 449,6 ha. W 1911 właścicielkami tabularnymi były Helena i Anna Truskolaskie, posiadające 165 ha. W 1913 r. majątek Płonna wraz z dworem zakupił greckokatolicki ksiądz Omelan Konstantynowycz z Sanoka. W 1933 r. przeszedł on w ręce jego syna Włodzimierza – działacza ukraińskiego i adwokata w Bukowsku. Z rodziny pochodził także generał Gustaw Truskolaski.
W 1900 roku wieś liczyła 935 mieszkańców, całkowita powierzchnia wsi wynosiła 1429 ha oraz 164 domy. Do 1914 r. była częścią starostwa powiatowego w Sanoku. Od 1917 do 1939 r. wieś była własnością Konstantynowiczów. Od listopada 1918 do stycznia 1919 r. funkcjonowała w ramach Republiki Komańczańskiej.
We wrześniu 1944 r. podczas operacji dukielsko-preszowskiej we wsi stacjonowała niemiecka 96 Dywizja Piechoty Wehrmachtu (XXIV. Korpus Pancerny) broniąca pozycji przed nacierającym od wschodu radzieckim 67 Korpusem piechoty oraz 167 i 129 Korpusem strzelców (107 Dywizji Piechoty). 15 września wieś została zajęta przez wojska radzieckie.
W 1946 nacjonaliści ukraińscy z OUN-UPA zamordowali tutaj 6 Polaków oraz 6 Ukraińców "za zdradę sprawy ukraińskiej". 10 maja tegoż roku w walce z UPA zginęło 6 żołnierzy z 34 pułku piechoty z 8 Dywizji Piechoty .

## Wspólnoty wyznaniowe
Do 1947 r. znajdowała się w niej parafia greckokatolicka pod wezwaniem Najświętszej Marii Dziewicy (od 1823), należała do diecezji przemyskiej, dekanat leski. Obejmowała swoim zasięgiem dwa drewniane kościoły w Wysoczanach i Kożusznem oraz wsie Kamienne i oraz część Woli Piotrowej.
Obecnie wyznawcy Kościoła rzymskokatolickiego należą do parafii w Parafii Podwyższenia Krzyża Świętego w Bukowsku.

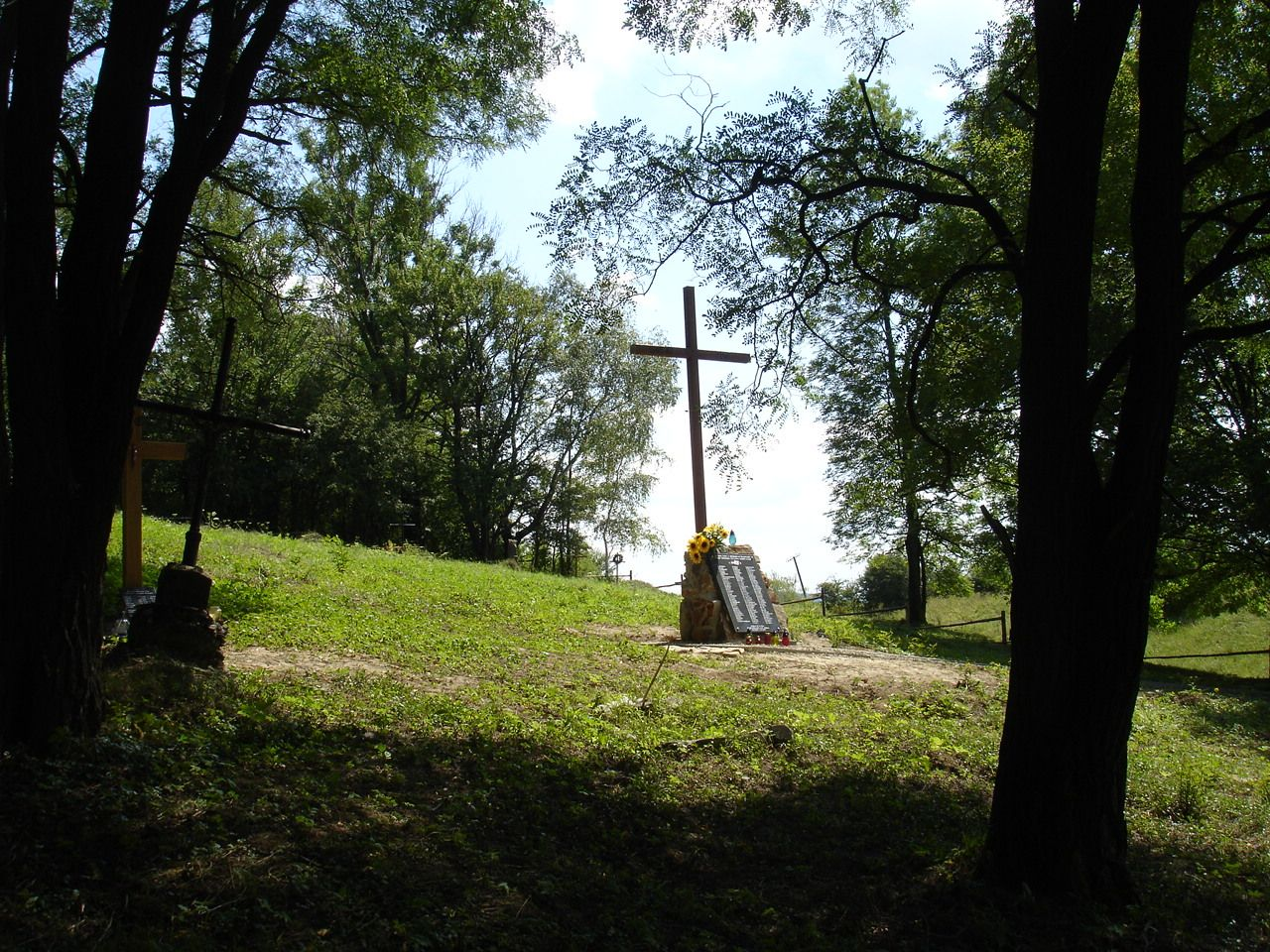
cmentarz unicki w Płonnej

## Architektura
W roku 1881 wieś miała 143 domy, tworzące ulicę nad potokiem płynącym spod Rzepedki. W 1939 r. liczba domów wynosiła 174, a zabudowa sięgała na północ aż poza dolinę potoku Horyłka (dziś na mapach: Goryłka), w kierunku wsi Kamienne.
W Płonnej zachowały się resztki murów dworu Tarnawskich z XVI lub XVII wieku oraz ślady systemu obronnego – wału i fosy. Dzieła zniszczenia tego obiektu dokonały oddziały UPA w roku 1946. Również po południowej stronie drogi nr 889, nieco dalej na wschód, znajdują się ruiny murowanej cerkwi greckokatolickiej pw. Opieki Najświętszej Marii Panny z 1790 r. (po wysiedleniu miejscowej ludności po 1947 r. świątynię przebudowano na budynek gospodarczy). Obok znajduje się także zachowana do dziś parawanowa dzwonnica również z końca XVIII w., odnowiona została w roku 2009. Po północnej stronie drogi, jeszcze nieco dalej w stronę Szczawnego, znajduje się duży cmentarz greckokatolicki.
Przebiega tędy szlak śladami dobrego wojaka Szwejka.

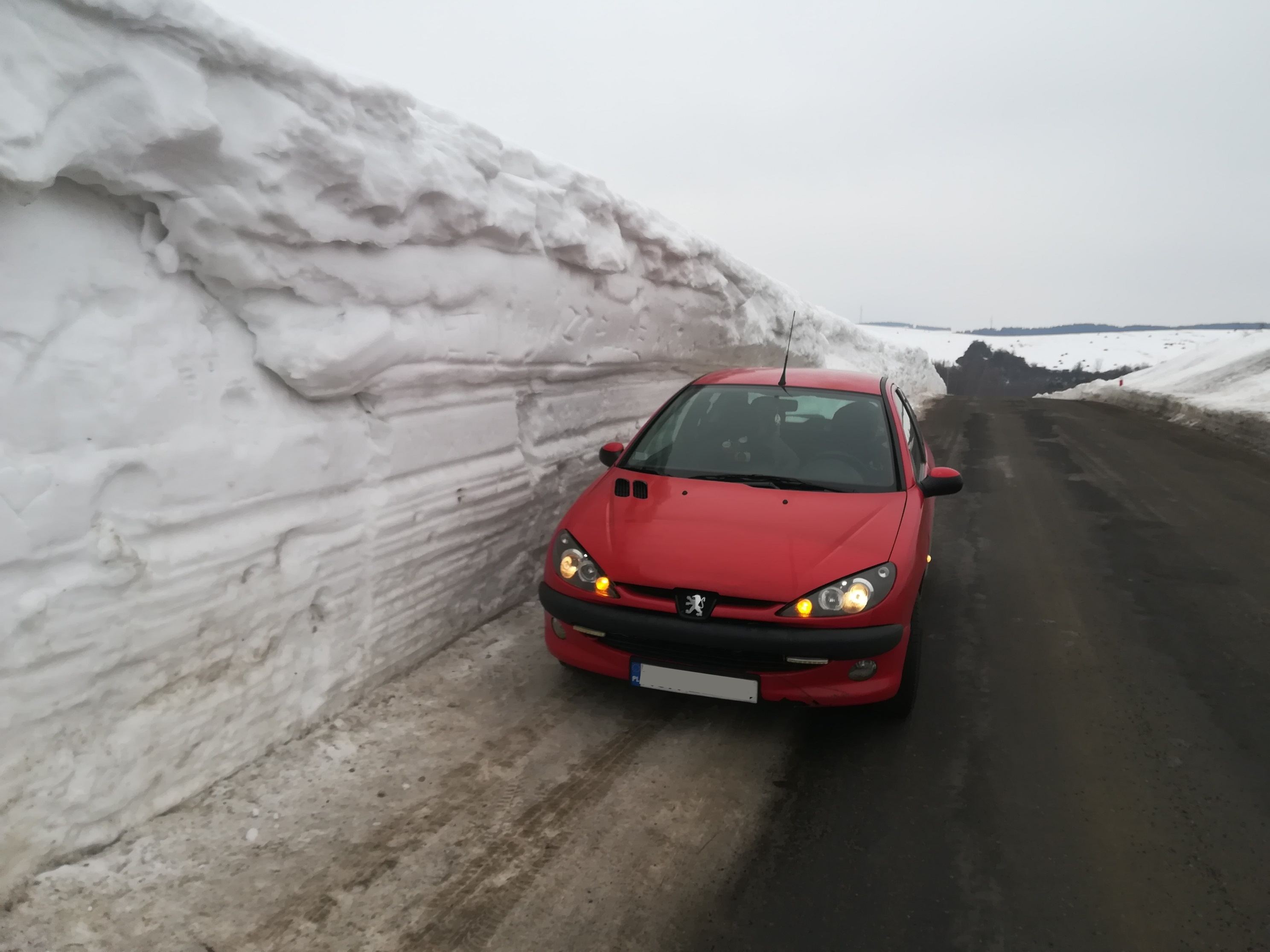
Zaspy na drodze wojewódzkiej 889

## Cmentarz
Na terenie wsi znajduje się cmentarz greckokatolicki ulokowany na wzgórzu przy drodze w stronę Wysoczan, na którym pochowani są dawni mieszkańcy tej wsi. Ostatni raz pochówek na tym cmentarzu odbył się w roku 1946.

## Ludzie urodzoni w Płonnej
Stefan Dymiter – cygański skrzypek-wirtuoz, samouk.